# ملعب باتاكان
ملعب باتاكان هو ملعب لكرة القدم يقع في باليكبابان في كالمنتان الشرقية في إندونيسيا. سيستضيف الملعب فريق برسيبا باليكبابان. تبلغ سعة الملعب 40.000 مقعد.